# Propagande
Pour les articles homonymes, voir Propagande (homonymie).

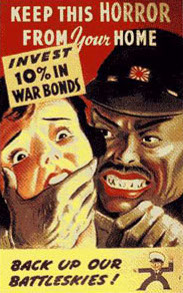
Cette affiche de propagande américaine datant de la Seconde Guerre mondiale, et visant à susciter l'achat d'obligations pour financer l'effort de guerre, fait surgir des évocations très fortes : l'envahisseur japonais qui attaque la nation des États-Unis y est présenté comme un prédateur sexuel assaillant une demoiselle en détresse.

La propagande est un ensemble de techniques de persuasion mises en œuvre pour propager, par tous les moyens disponibles, une opinion ou une idéologie. Ces techniques sont exercées sur une population afin de l'influencer, voire de l'endoctriner. Elle se caractérise par une manipulation mentale qui mélange sciemment l’information et l’opinion, afin d'éliminer le pluralisme des points de vue et d'empêcher l'exercice de l'esprit critique.
La propagande peut utiliser la publicité, car cette dernière vise à façonner des choix, des modèles de société, des opinions et des comportements,. Nonobstant la similitude de certaines caractéristiques, les liens entre propagande et publicité sont largement discutés,,,,,,,,. La propagande utilise aussi les NTIC, les algorithmes et l'intelligence artificielle, source d'une « propagande computationnelle » automatisée qui peut manipuler l’opinion publique à large échelle, dont en diffusant massivement et rapidement des contenus mensongers ou manipulateurs, promus par des bots automatisés et de faux comptes taguant ou partageant des vidéos et messages de manière coordonnée, en créant l'impression d'un large soutien populaire, sur TikTok notamment où le défilement infini de vidéos courtes ne permet pas l'analyse critique et amplifie la désinformation et les contenus vides de sens.
La propagande est étudiée en milieu universitaire à partir du début du XXe siècle, principalement en histoire mais aussi en psychologie (particulièrement en psychologie sociale) et en communication (notamment concernant les médias de masse).

## Histoire du terme propagande

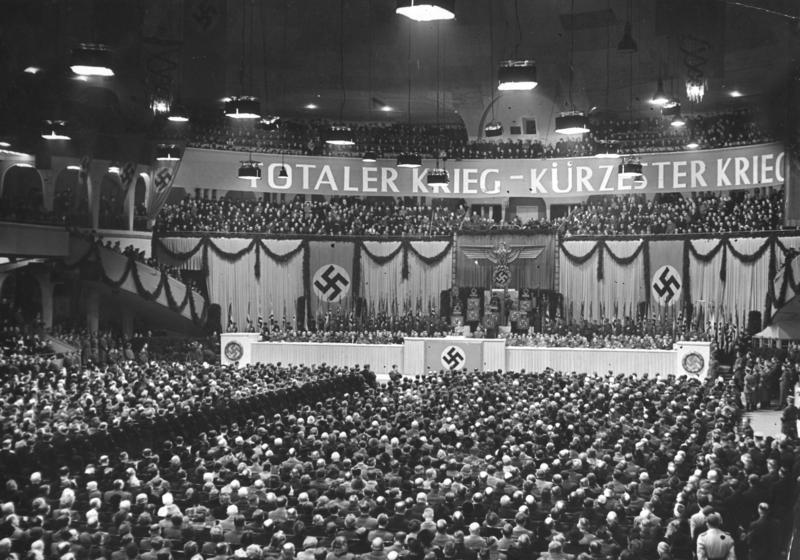
Lors du discours du palais des sports de Berlin du 18 février 1943, Goebbels exhorte le peuple à suivre la voie de la guerre totale. Les banderoles indiquent « guerre totale - guerre la plus courte ».

En latin (médiéval), propaganda est l'adjectif verbal de propagare, signifiant littéralement « ce qui doit être propagé ».
En 1622, dans un contexte de revivification de la foi catholique consécutif au concile de Trente (1545-1563), le pape Grégoire XV fonde la Congregatio de Propaganda Fide (« Congrégation pour la propagation de la foi »). Celle-ci réunit un comité de cardinaux chargé d'observer la propagation du christianisme par les missionnaires envoyés dans les pays à évangéliser[réf. souhaitée].
Le terme de propagande se charge d'une connotation péjorative au cours du XXe siècle, partiellement d'abord lors de la Première Guerre mondiale, au cours de laquelle les États engagés dans le conflit abusent du contrôle de l'information et du « bourrage de crâne », puis définitivement après le second conflit mondial et la défaite des États totalitaires, qui institutionnalisent la propagande au sein de l'appareil étatique. L'existence sous le Troisième Reich d'un Bureau de la propagande sous la direction de Joseph Goebbels comme « ministre de la propagande » contribue durant la seconde moitié du XXe siècle à renforcer l'image négative du terme.
Cependant, syndicats et partis politiques continuent jusqu'à la fin des années 1970 à faire figurer dans leurs organigrammes des sections « propagande », jusqu'à ce que l'expression communication politique remplace ce terme devenu extrêmement négatif car lié à la notion de totalitarisme.

## Typologie des propagandes

### Propagandes politique, économique, religieuse, militaire
La propagande poursuit des objectifs variés qui peuvent être politiques, économiques, religieux ou militaires. Elle cherche à aiguiller les attentes de l'opinion publique, à modifier les actions des personnes ciblées (la censure peut faire partie des modalités de la propagande en supprimant les informations que le pouvoir souhaite ne pas divulguer). Dans sa forme la plus dure, elle façonne la connaissance des personnes par n'importe quel moyen dont la diversion ou la confusion.
Lors d'une guerre, la propagande est utilisée pour déshumaniser l'ennemi et susciter la haine, en contrôlant la représentation que s'en fait l'opinion publique. Cela peut inclure des accusations mensongères comme de la diffamation.

### Propagande blanche, noire ou grise
Pour les militaires, la propagande peut être classée selon sa source :
- la « propagande blanche » se réfère à une source d'information ouvertement identifiée ;
- la « propagande noire » se réfère à une source d'information opérant sous une fausse identité ;
- la « propagande grise » se réfère à une source d'information intentionnellement occultée, alors que son identité peut être inférée.

### Propagande sociologique
La propagande a beaucoup évolué avec la naissance de la guerre psychologique dans laquelle elle trouve des prolongements. En 1962, Jacques Ellul distingue deux types de propagande : la propagande politique, très ancienne et dont on connaît globalement aujourd'hui les modes de fonctionnement, et un nouveau type de propagande, la propagande sociologique :

« La première (celle des gouvernements, partis et groupes de pression) se distingue de la seconde qui, moins visible, se rapproche de la socialisation, que l’on peut définir elle-même comme "processus d’inculcation des normes et valeurs dominantes par lequel une société intègre ses membres". Ellul oppose le caractère direct, délibéré et coercitif de la propagande politique (que l’on trouve en priorité dans les régimes totalitaires) au caractère "plus vaste", "plus incertain", idéologique, "diffus", inconscient et spontané, de la propagande sociologique. Celle-ci, que l’on répugne à désigner sous le terme de propagande dans nos démocraties pluralistes, agit "en douceur", par "imprégnation". Elle s’exprime par la publicité, le cinéma commercial, les relations publiques, la technique en général, l’éducation scolaire, les services sociaux… En partie non intentionnelle, cette propagande repose sur ces activités multiples qui agissent de façon concordante comme un ensemble pour inculquer un certain mode de vie. »

### Propagande computationnelle
C'est l'une des variantes moderne, discrète mais sophistiquée de la propagande, qui croise les progrès de la psychologie et ceux des NTIC en utilisant principalement les réseaux sociaux. Elle s'est fait connaitre des médias et du grand public par le scandale Facebook-Cambridge Analytica, à la suite de la récupération et de l'utilisation, par deux officines de propagande (Cambridge Analytica et sa jumelle AggregateIQ) des données personnelles de 87 millions d'utilisateurs de Facebook, qui ont servi, à partir du début de l'année 2014, à dresser des profils psychogiques d'utilisateurs, afin de les manipuler, pour notamment influencer leurs intentions de vote en faveur d'hommes politiques libertariens de droite et du vote pour le Brexit, via une plateforme logicielle basée sur une intelligence artificielle baptisée « Ripon » (créée par AIQ). Même si la société Facebook s'est excusée, la valeur de ses titres boursiers a sensiblement décliné.

### Propagande cartographique
La propagande cartographique désigne l’usage intentionnel de cartes qui sélectionnent, exagèrent ou déforment certains éléments géographiques, tels que les frontières, les proportions, les symboles ou les légendes, afin de transmettre un message ou d’exercer une influence persuasive. Cette notion est notamment appliquée par les critiques de la projection de Mercator. 
Selon Fara Ndiaye, directrice adjointe de l’organisation Speak Up Africa, cette projection « grossit artificiellement l'Europe et l'Amérique du Nord, tout en réduisant la taille de l'Afrique d'environ la moitié […] », ce qui, selon elle, influence les programmes scolaires et les représentations médiatiques. La projection est ainsi jugée comme étant eurocentrique. 
Face à ce constat, Africa No Filter et Speak Up Africa, deux organisations africaines de plaidoyer, ont lancé le 7 avril 2025 la campagne « Correct the Map » afin d'appeler les instances internationales à adopter la projection Equal Earth, jugée plus réaliste. En août 2025, l'Union africaine apporte son soutien officiel à la campagne

## Aperçu historique sur la propagande politique

### Civilisations antiques

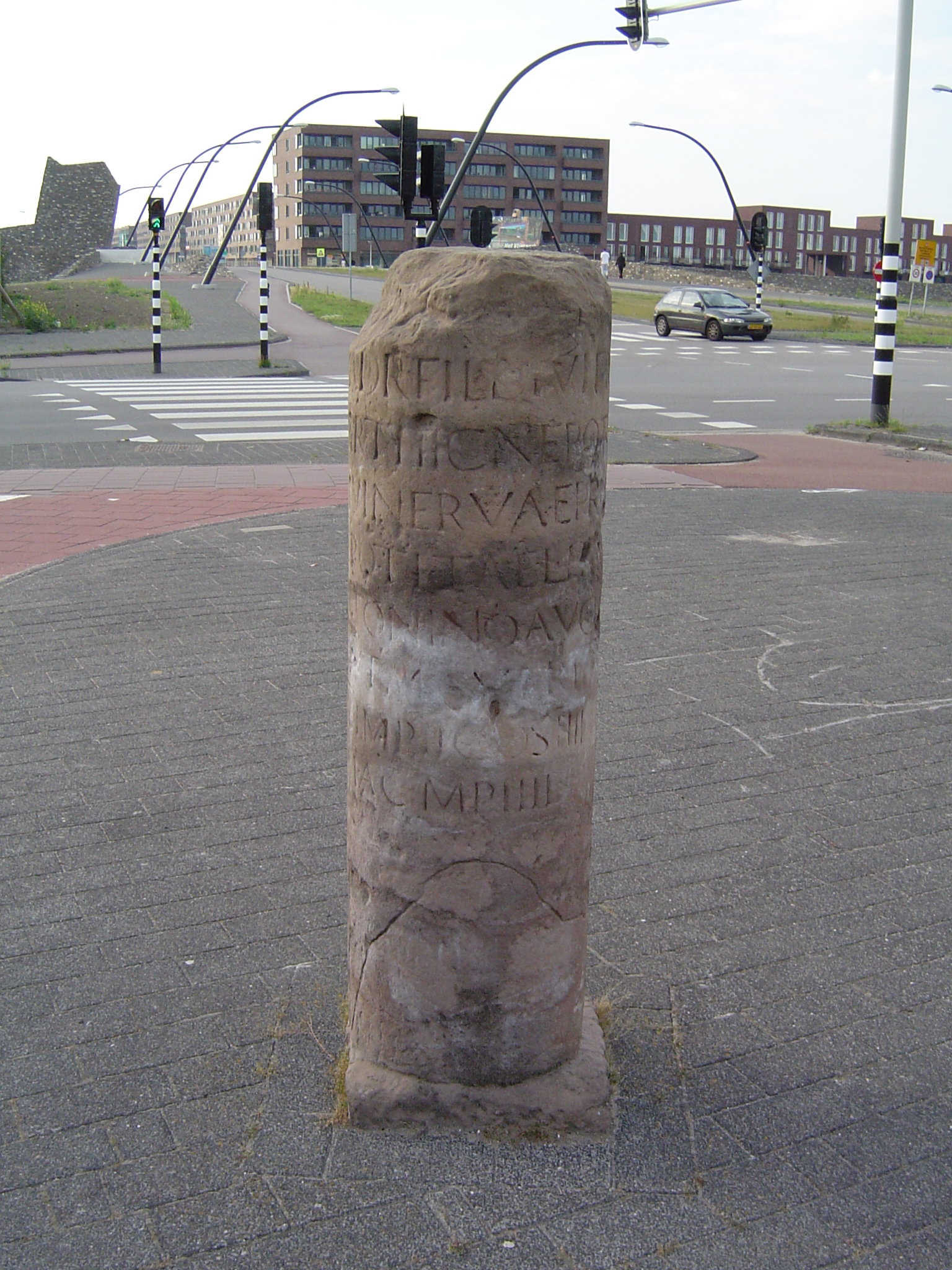
Réplique moderne du milliaire d'Antonin le Pieux (151), La Haye.

La propagande politique est un phénomène observable dans les civilisations antiques, que ce soit par les mythes, les discours, les émissions monétaires, la poésie, les pamphlets, les opuscules propagandistes, mais aussi les œuvres artistiques et les thèmes iconographiques.
Une distinction essentielle pour cette période est à opérer entre une propagande dite négative, ou d'agitation selon J. Ellul, qui attaque, critique, discrédite un adversaire, et une propagande dite positive, ou d'intégration selon J. Ellul, qui représente l'autorité en place, la met en scène et s'apparente au faste et à la démonstration du pouvoir.

#### Grèce
L'éloquence se présente comme l'un des principaux vecteurs de la propagande. Au IVe siècle av. J.-C., Démosthène compose les Philippiques et les Olynthiennes, à travers lesquelles il présente Philippe II de Macédoine comme un barbare et un ivrogne. Cette image de propagande sera prise comme une réalité jusqu'au XIXe siècle.

#### Rome
Sous la République, particulièrement au temps des guerres civiles de l'époque tardo-républicaine, l'éloquence se pose comme un vecteur de propagande. Entre 44 et 43 av. J.-C., Cicéron, reprenant le titre des discours de Démosthène, prononce ses Philippiques contre Marc Antoine. Ce dernier subit de nombreuses invectives qui le présentent comme un gladiateur, un criminel, un brigand, un débauché, un ivrogne, enfin, un tyran menaçant de renverser la République. Entre 44 et 30 av. J.-C., cette forme de propagande dépréciative s'observe dans les rivalités qui opposent Octavien et Marc Antoine,,.
Au Haut-Empire, le culte impérial était un des moyens de la propagande impériale. Les pièces de monnaie et les bornes routières sont proposées comme supports matériels pour véhiculer la propagande. Les empereurs romains font dresser le long des chaussées des bornes de près de deux mètres de haut, qui portent leur titulature officielle. Lors d'une fouille de sauvetage faite en 1997 à Wateringse Veld, un quartier de La Haye, on a trouvé quatre de ces bornes, chacune d’elles placée sous l'autorité d’un empereur différent.
Cependant, Paul Veyne démontre que cette « propagande architecturale » a davantage à voir avec la manifestation du faste monarchique, avec la représentation du pouvoir, qu'avec une action de propagande stricto sensu, que les empereurs ont moins besoin de convaincre les peuples que de simplement affirmer leur rang,.
Le barde des Highlands, chargé de préserver et d'illustrer la geste du clan, à la manière du poète latin élaborant le mythe fondateur de la civitas au moment où s'établit l'Empire, s'attribue une mission civique et morale. Des écrivains et poètes créent une interprétation mythique de l'histoire contemporaine en l'associant aux mythes de l'antiquité : James Thomson pour l’Écosse (Liberty,1734), des épopées nationales comme celles de Pierre de Ronsard (La Franciade, 1572), Voltaire (La Henriade, 1723). Le poète lauréat (titre honorifique délivré par le Prince, le Makar en Écosse) devient architecte de la nation.

### Propagande élisabéthaine puis victorienne

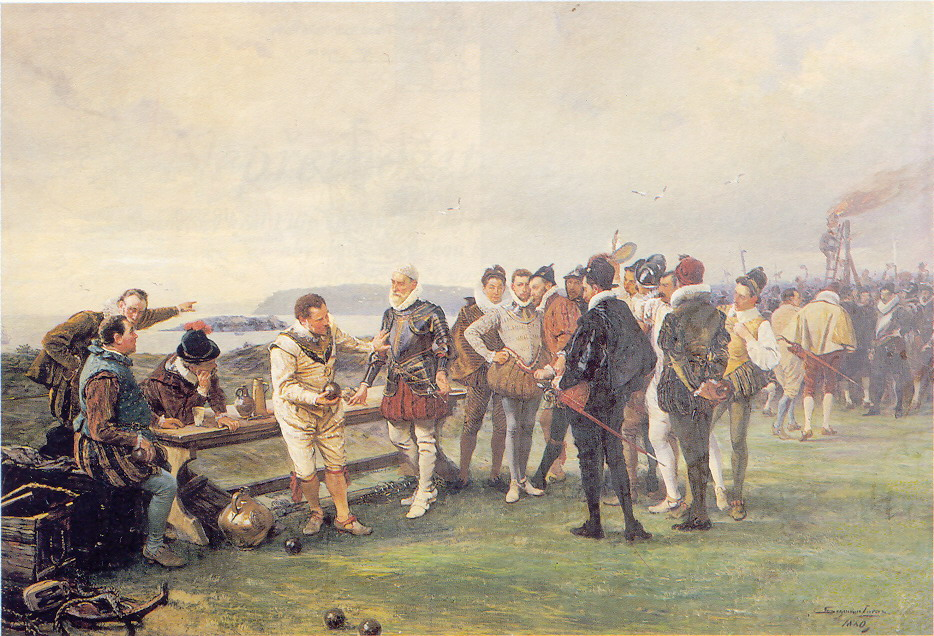
John Seymour Lucas. The Armada in Sight. 1880. Selon la légende, Francis Drake fut informé pour la première fois de l'observation de l'Armada alors qu'il jouait aux boules sur Plymouth Hoe. Il aurait répondu qu ’« il reste beaucoup de temps pour terminer la partie et battre les Espagnols »- mais il n’existe aucune preuve fiable de cela.

L'Invincible Armada, le nom donné en 1588 à une flotte d'invasion armée espagnole à destination de l'Angleterre est encore communément de nos jours présentée comme une défaite espagnole cuisante; la flotte espagnole aurait d'autre-part été détruite, et cet échec militaire surtout annoncerait le début déclin de l'Empire espagnol, et la gloire naissante de l'Angleterre.
Dans les faits, cette expédition catastrophique consiste essentiellement en un naufrage sur les côtes irlandaises et une guerre qui se conclut quelques années plus tard par un traité, favorable aux intérêts de la monarchie espagnole. L'histoire de l'Armada a été manipulée et mythifiée pendant des générations, au profit de la couronne anglaise puis britannique, par la propagande anglaise puis victorienne,. Une bonne partie de l'historiographie sur le sujet a été conçue et l'histoire publiée aux XIXe et XXe siècles, une période où l'Espagne avait cessé de peser dans l'ordre international, précisément la période où la Grande-Bretagne atteignait son apogée et cherchait des mythes du passé pour créer son identité,.
L'expression « Invincible Armada » elle-même, destinée à ridiculiser l'expédition, provient de la propagande anglaise de l'époque, une saille de Lord Burghley, conseiller de la reine (« So ends this account of the misfortunes of the Spanish Armada which they used to call INVINCIBLE ») qui a été transmise dans de nombreuses langues. À la suite de la défaite espagnole, l'Angleterre entreprit une importante campagne de propagande et, avec le reste du monde protestant, fut inondée de brochures, de chansons populaires, de poèmes, de gravures, de peintures, de pièces de monnaie, de médailles, etc. En Angleterre pas moins de 24 chansons populaires contemporaines sur l'Armada ont survécu. Pour sa part, Charles Howard, premier comte de Nottingham, commanda une série de tapisseries représentant une grande bataille navale tous azimuts menée de près qui n'eut jamais lieu de cette manière. L'impact de la propagande de Howard dura aussi longtemps que celle de Burghley. Le grand corpus de propagande créa une réalité alternative qui se transforma au fil des siècles en « la défaite de l'Invincible Armada », le grand moment déterminant du nationalisme anglais, avec sa litanie de clichés connexes.
L'invincible Armada fait partie des emblèmes nationaux autour desquels la Grande-Bretagne a pu se rassembler lorsqu'elle était assiégée. L'ouvrage de John Evelyn, Sylva, or A Discourse of Forest-Trees and the Propagation of Timber de 1662, autour de questions de jardinage et d’approvisionnement de la Royal Navy en bois de marine a réalisé le même objectif à plusieurs moments de l'histoire britannique.

### NapoléonIer
Napoléon joue de son physique pour être reconnu de tous : son bicorne, sa redingote, son physique reconnaissable de tous avec sa main sur l'estomac, son regard froid et décidé. Il est aussi connu sous le surnom du « petit caporal ». Il est adoré de ses hommes parce qu'il est au front avec eux et qu'il se met à leur niveau.
Napoléon fait un usage important de la propagande pour conquérir le pouvoir puis le consolider. Dès sa campagne d'Italie, alors qu'il n'est que le général Bonaparte, il use de l'influence des Bulletins de l'Armée d'Italie. Par exemple, il se fait représenter lors de la bataille du Pont d'Arcole tenant un drapeau à la main (thème reproduit à des milliers d'exemplaires). Il étend ensuite ce système de propagande une fois qu'il a conquis le pouvoir, avec les Bulletins de la Grande Armée. Il utilise la presse et modifie les faits en sa faveur ou pour glorifier ses hommes comme dans le titre Journal de Bonaparte et des hommes vertueux. Les tableaux de Gros et de David, les affiches de l'époque, les chansons et beaucoup plus tard le Mémorial de Sainte-Hélène participent aussi à l'élaboration de la légende dorée de Bonaparte.
Napoléon met en circulation des pièces de monnaie à son effigie. Il est représenté à l'antique comme Jules César : profil et coupe de cheveux à l'antique et laurier (symbole de victoire). Les pièces de monnaie sont manipulées par tous et font circuler son image de grand général, comparable à Jules César. Comme autre symbole, il utilise l'aigle, symbole de puissance. Napoléon met en place des cérémonies grandioses où il faut être. Une contre-propagande, mise en place par les Anglais, le dénigre mais finalement le sert puisque même ses ennemis parlent de lui. Après sa mort, les témoignages de ses généraux, les souvenirs vendus en sa mémoire par les marchands ambulants contribuent à forger sa légende en tant qu'icône de l'histoire de France.

## Naissance de la propagande politique moderne

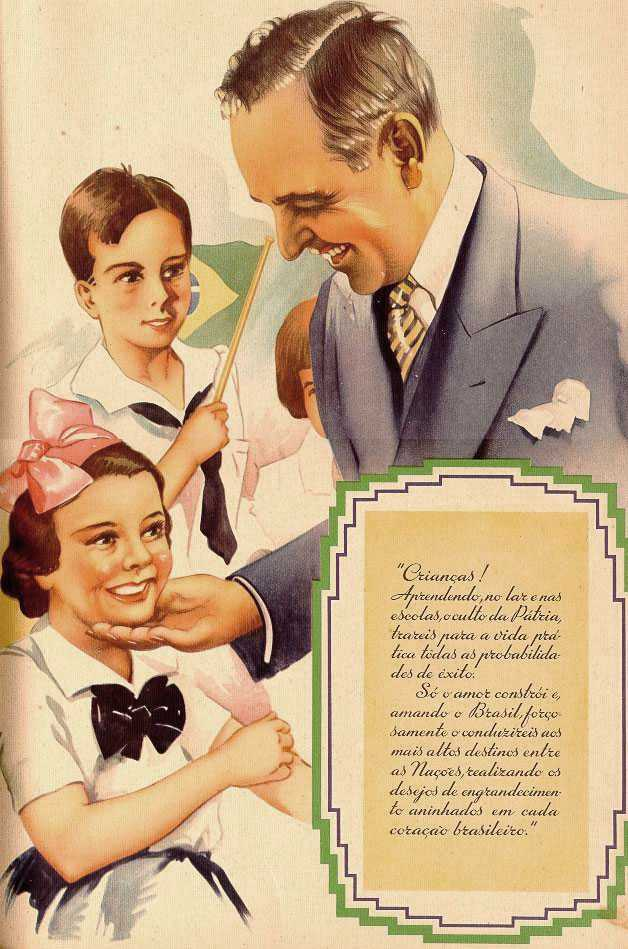
Affiche de propagande développant le style naïf de l'imagerie d'Épinal au profit de la politique de l'Estado Novo brésilien développée par le président Getúlio Vargas pendant les années 1930.

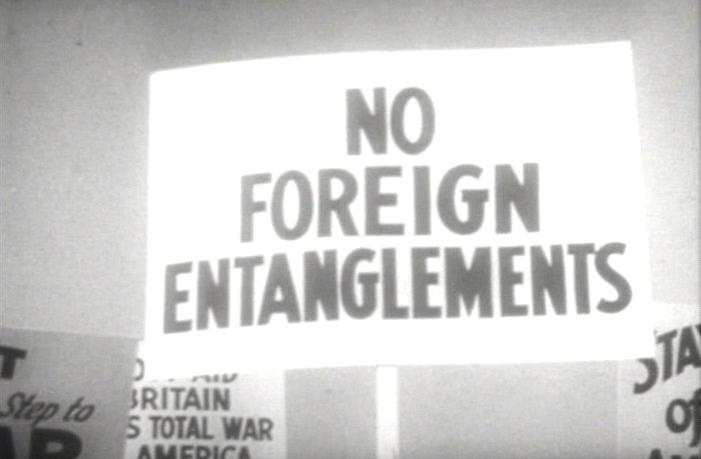
Slogan dans une manifestation anti-guerre antérieure à l'attaque de Pearl Harbor, tel que représenté entre 1942 et 1945 dans la série de films de propagande Pourquoi nous combattons (Why We Fight), destinée à retourner l'opinion publique sur ce sujet.

Au XIXe siècle, l’industrialisation provoque la concentration nouvelle d’une importante main d’œuvre ouvrière qui bientôt cherche à faire entendre sa voix. Le socialisme en se structurant adopte le vocabulaire de la religion, et appelle « doctrine » le discours politique et « propagande » les méthodes de sa diffusion au sein de la population ouvrière. Les leaders du mouvement socialiste cherchent à provoquer chez les ouvriers une prise de conscience de leur situation afin de les amener à l'action collective. Au tournant du siècle, le pouvoir doit composer avec cette nouvelle classe et c’est dans ce contexte qu'est théorisée une « psychologie des foules », ouvrage dans lequel Gustave Le Bon esquisse les bases de la manipulation des masses.

## Ère de la propagande politique moderne

### En 1898, la propagande belliciste aux États-Unis
Dans le contexte de la révolte indépendantiste cubaine, la presse des États-Unis a intensément milité pour la guerre contre l'Espagne. Le magnat de la presse William Randolph Hearst est connu pour sa célèbre réponse à son illustrateur présent à Cuba, Frederic Remington, qui estimait que les événements à la Havane ne justifiaient pas une guerre : « Vous fournissez les images, et je fournirai la guerre. »
Cette propagande belliciste de grands journaux des États-Unis a joué un grand rôle pour pousser le président McKinley à déclencher une guerre qu'il ne souhaitait pas.

### Première Guerre mondiale
Des techniques de propagande ont été codifiées et appliquées la première fois d'une façon scientifique par l'essayiste Walter Lippmann et le conseil en relation publique Edward Bernays (neveu de Sigmund Freud) au début du XXe siècle.
Pendant la Première Guerre mondiale, Lippman et Bernays furent engagés par le président des États-Unis Woodrow Wilson pour faire basculer une opinion américaine traditionnellement isolationniste vers l'interventionnisme. Pour cela, il fit appel aux Comités pour l'information du public (Committee on Public Information) dirigés par le journaliste George Creel, « privatisant » ainsi la propagande de guerre.
D'une durée de six mois, la campagne de propagande de Creel, Lippman et Bernays fut si intense que l'hystérie anti-allemande générée a impressionné l'industrie américaine, qui découvrait tout à coup les immenses ressources que l'on pouvait déployer pour influencer l'opinion publique d'un pays entier. Bernays a inventé les termes d’esprit de groupe et d’ingénierie du consentement, des concepts importants en propagande appliquée.
De leur côté, les Britanniques avaient créé le Bureau de la Propagande de Guerre en septembre 1914, qui recrutait des célébrités littéraires. Lord Arthur Ponsonby (1er baron Ponsonby de Shulbrede), un aristocrate anglais socialiste et pacifiste, résuma ainsi en 1928 dans son livre Falsehood in War-Time (en) les méthodes utilisées pendant le conflit (y compris par son propre pays) :
Il faut faire croire :
1. que notre camp ne veut pas la guerre
2. que l’adversaire en est responsable
3. qu’il est moralement condamnable
4. que la guerre a de nobles buts
5. que l’ennemi commet des atrocités délibérées (pas nous)
6. qu’il subit bien plus de pertes que nous
7. que Dieu est avec nous
8. que le monde de l’art et de la culture approuve notre combat
9. que l’ennemi utilise des armes illicites (pas nous)
10. que ceux qui doutent des neuf premiers points sont soit des traîtres, soit des victimes des mensonges adverses (car l’ennemi, contrairement à nous qui informons, fait de la propagande)

L'historienne Anne Morelli a montré que cette grille pouvait s'appliquer encore aux conflits de la fin du XXe siècle. Certains soulignent aussi son adéquation avec des conflits très actuels (voir plus bas).
Les relations publiques, dont usent les États et les entreprises, s'inspirent directement des travaux de Lippman et Bernays. Dans la première moitié du XXe siècle, Bernays et Lippmann[réf. nécessaire] ont eux-mêmes dirigé une société florissante de relations publiques.

### Entre-deux-guerres
Les nazis ont largement employé des techniques de propagande pour la prise de pouvoir de Hitler (journée de Potsdam qui précéda de peu la loi des pleins pouvoirs). Le futur dictateur fut appuyé en ce sens par Joseph Goebbels.
La Seconde Guerre mondiale a été le théâtre d'une propagande constante, utilisée comme arme de guerre, par les nazis, mais aussi par les Alliés. Mussolini avait avant eux compris son importance dès les années 1920, sur la base de ses propres contributions au journal Il Popolo d'Italia ; ainsi, il avait créé le Minculpop (ministère de la Culture populaire), qui fonctionna comme outil de propagande à partir de 1925.

### Propagande mussolinienne et fasciste
Mussolini parvient au pouvoir en 1922 après la Marche sur Rome et comprend très vite le rôle de la publicité moderne et de l'instrumentalisation des médias à des fins politiques ; en cela, il est le continuateur de l'écrivain et aventurier Gabriele d'Annunzio, qui fut un habile propagandiste nationaliste durant la Première Guerre mondiale. Le décorum fasciste (chemises noires, salut « romain » cris de ralliement, théâtralisation de la politique) est directement emprunté aux Arditi (miliciens) de d'Annunzio lors de l'éphémère occupation de Fiume en 1920[réf. souhaitée].

#### Culte de la personnalité
Le culte de la personnalité et la mise en scène de Mussolini, qualifié de termes ronflants (« Homme providentiel », « surhomme fasciste », « Grande Nocchiere » - « Grand timonier », etc.) utilisent tous les vecteurs de communication : presse écrite, actualités cinématographiques, affiches, peintures murales, sculpture et peinture (une grande partie des peintres de l'école futuriste de Marinetti, comme Thayaht (Ernesto Michahelles) mettent leur talent au service du régime fasciste) mais aussi imagerie populaire comme les cartes postales qui mettent en scène le Duce selon des centaines de déclinaisons (au volant d'une voiture de course, aux commandes d'un avion, à cheval, en compagnie du roi Victor Emmanuel ou en compagnie d'ouvriers - dans ce dernier cas, il s'agit de policiers déguisés, affublés d'un bleu de travail et d'une casquette -, à la moissonneuse batteuse ou sur un tracteur Fiat durant la « bataille du blé », inaugurant ou posant la première pierre d'un bâtiment, etc.).

#### Contrôle des médias
La presse écrite, la radiodiffusion et le cinéma sont instrumentalisés grâce à l'instauration du ministère de la Culture populaire (dit MinCulPop en abrégé) confié à des hommes « sûrs » (Dino Alfieri, Alessandro Pavolini, Fernando Mezzasomma). Ce ministère a la haute main sur toute l'information et se livre à une véritable réécriture de la réalité à travers ses célèbres directives (plaisamment appelées veline - papiers pelures - dans les milieux journalistiques).
Ces veline ont une incroyable variété de domaines d'intervention qui dépasse largement celui de la politique au sens strict et visent à donner une image idéalisée de l'Italie fasciste et de son dictateur. Leur caractère maniaque, outré et souvent ridicule fut un sujet de plaisanteries voilées durant toute la période fasciste.

#### Récupération du sport à des fins politiques
La propagande fasciste s'est fait une spécialité de récupérer à son profit les succès italiens dans le domaine sportif, en particulier dans les sports mécaniques, envisagés comme symbole de progrès technique et d'industrialisation d'une nation en voie de développement accéléré.
Lorsque le pilote motocycliste Omobono Tenni remporte le célèbre Grand Prix britannique 1937 (le très dangereux Tourist Trophy, sur le circuit de l'île de Man) aux commandes d'une Moto Guzzi, battant la fine fleur des machines et des pilotes britanniques, le journal Motociclismo salue son exploit par un titre dithyrambique : « L'athlète fasciste Omobono Tenni a vaincu les Anglais ».
Les records de vitesse aériens dans la Coupe Schneider (De Bernardi et Agello, sur hydravions Macchi Castoldi), les traversées aériennes transatlantiques en escadrille d'Italo Balbo, sur les célèbres hydravions-catamarans Savoia Marchetti type S55, les victoires motonautiques du comte Theo Rossi di Montelera (richissime héritier de la firme Martini et Rossi) aux États-Unis, devant le redoutable pilote constructeur Gar Wood et dans la course Pavie-Venise, les exploits des écuries automobiles Alfa-Romeo, Lancia, puis Ferrari et de leurs pilotes (Tazio Nuvolari, Achille Varzi), la conquête du Hales Trophy récompensant le Ruban Bleu de la traversée de l'Atlantique par le paquebot Rex sont autant d'occasions de pavoiser pour la presse du régime fasciste.
Toutefois, ces victoires et ces records sont l'arbre qui cache la forêt d'une industrie encore balbutiante : ainsi l'industrie aéronautique italienne produit à l'unité quelques engins de record de classe internationale mais est incapable de fabriquer en quantités véritablement industrielles des avions de chasse monoplans modernes, et l'armée de l'air en fera l'amère expérience une fois la guerre déclarée.
Assez rapidement, c'est le mouvement sportif tout entier, supposé incarner un idéal de courage et de virilité, qui est mis au service du fascisme, qu'il s'agisse du sport de masse incarné par les organisations de jeunesse et de sport corporatif (Balillas, Avanguardisti, Jeunesses Fascistes, Œuvre du Doppolavoro) ou qu'il s'agisse du sport d'élite et de haut niveau, chapeauté par le CONI (Comité olympique), à la tête duquel Mussolini a placé un « godillot » qui lui est entièrement dévoué, Achille Starace, également secrétaire national du Parti fasciste.
Cette instrumentalisation du sport se retrouvera de façon plus exacerbée encore dans l'Allemagne hitlérienne, mais aussi en URSS et aux États-Unis dans le contexte de la guerre froide.

#### Cinéma et fascisme
L'implication très importante de la politique fasciste dans le domaine du cinéma est également très caractéristique : le festival du cinéma (Mostra) de Venise créé en 1932 et les célèbres studios de Cinecitta, inaugurés par Mussolini en 1937 sont des créations directes du régime fasciste, qui veut promouvoir une culture populaire purement nationale et combattre l'influence des films américains.
Le cinéma italien de l'époque exalte le régime à travers des films de pure propagande comme Camicia Nera (Giovacchino Forzano, 1933) mais aussi, de façon indirecte à travers des « péplums », qui sont l'équivalent italien des westerns américains et visent à accréditer l'idée que le régime fasciste, qui a des visées impérialistes en Érythrée et en Abyssinie, a restauré la gloire passée de l'Empire romain.
Les actualités cinématographiques (moyen d'information les plus moderne avant l'avènement de la télévision), entièrement à la dévotion du régime, sont dotées de moyens très importants (création de L'Istituto Luce dès 1924).

#### Architecture et propagande
Sans qu'on puisse parler d'un style architectural fasciste à proprement parler, la période des vingt années du fascisme, au cours de laquelle on a beaucoup bâti en Italie (gares, aéroports, villes nouvelles comme Littoria - rebaptisée Latina après la guerre -, stades, immeubles d'habitation, casernes, usines, musées, etc.) a donné l'occasion à toute une génération d'architectes, souvent novateurs, de se mettre au service d'un régime pour lequel la mise en scène des chantiers (créateurs d'emploi) et l'inauguration de bâtiments au style « moderniste » était autant d' opportunités de glorifier le fascisme.
L'exemple le plus caractéristique est la création des sièges régionaux du Parti fasciste (Casa del fascio) construits dans toutes les capitales provinciales italiennes au cours des années 1920 et 1930.
La Casa del fascio de Côme, par l'architecte Giuseppe Terragni (aujourd'hui utilisée comme immeuble administratif de la douane) est souvent citée comme un exemple remarquable de l'architecture rationaliste.

#### Manipulation de l'histoire
L'Empire romain est instrumentalisé par le régime fasciste, notamment lors de la commémoration du bimillénaire de la naissance d'Auguste en 1937. À cette occasion, l'inscription monumentale des Res gestae diui Augusti est reconstituée. Sous le régime fasciste, les vestiges antiques sont fouillés et mis en valeur au sein de l'espace urbain, par exemple, l'ensemble des fora impériaux.
Le régime fasciste se présente comme l'héritier de l'Empire romain et légitime, par ce prestigieux passé, ses entreprises guerrières, expansionnistes et coloniales. Il prétend retrouver la grandeur impériale du temps d'Auguste, comme l'atteste une série de cartes détaillant les différentes phases d'expansion de l'Empire romain comparées à l'extension territoriale revendiquée par le pouvoir fasciste.
Cette instrumentalisation se manifeste aussi par une campagne archéologique destinée à récupérer les galères de l'empereur Caligula, immergées dans le lac de Nemi. D'importants moyens techniques sont déployés pour assécher le lac, récupérer les navires antiques (de plus de 70 m de long) et les abriter dans un hangar - musée, construit à cet effet.
Le choix des promoteurs de cette entreprise, d'incorporer des officiers de la Royal Navy britannique à l'équipe d'experts navals chargée d'évaluer les navires antiques (qui se révélèrent bien plus avancés techniquement que ce qui était communément admis), poursuit un objectif politique. En effet, à cette époque, l'Italie fasciste se dote d'une marine de guerre pléthorique, prétendument capable de renverser l'équilibre des forces navales en Méditerranée.
La période de la Renaissance italienne (le Quattrocento) et du Risorgimento (la mise en place de l'Italie unifiée en tant qu'État-nation dans la seconde moitié du XIXe siècle) sont également exploitées par la propagande fasciste.

### Propagande communiste
De nombreux régimes communistes ont utilisé la propagande pour maintenir leur pouvoir, tel que Lénine, Staline, Mao Zedong, Pol Pot ou d'autres dirigeants de pays communistes. Ils maîtrisaient leur peuple par de vastes opérations de communication fixant les orientations politiques du parti ou servant à glorifier les dirigeants pour donner un sentiment de suprématie totale. Cela a été le cas en 1924 après la mort de Lénine : par des campagnes d'affichage, son histoire politique fut présentée au peuple Russe comme un accomplissement Divin.

### Propagande soviétique

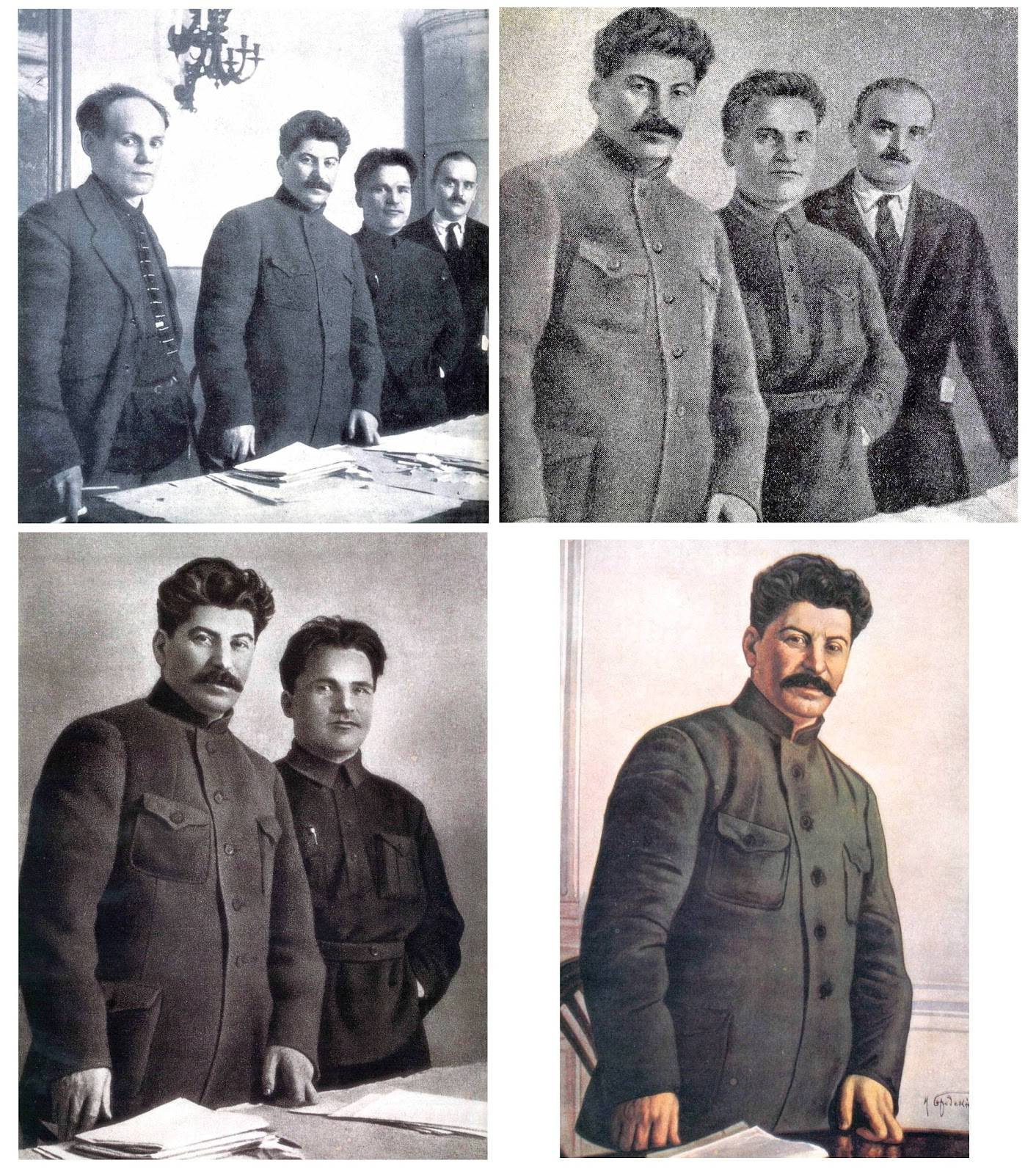
La propagande soviétique va de pair avec la censure. De g. à dr. : Nikolaï Antipov, Joseph Staline, Serguei Kirov et Nikolaï Chvernik. Dans ce document remanié plusieurs fois, chaque personne tombée en disgrâce a été effacée jusqu'à ce que Staline apparaisse seul sur le dernier cliché.

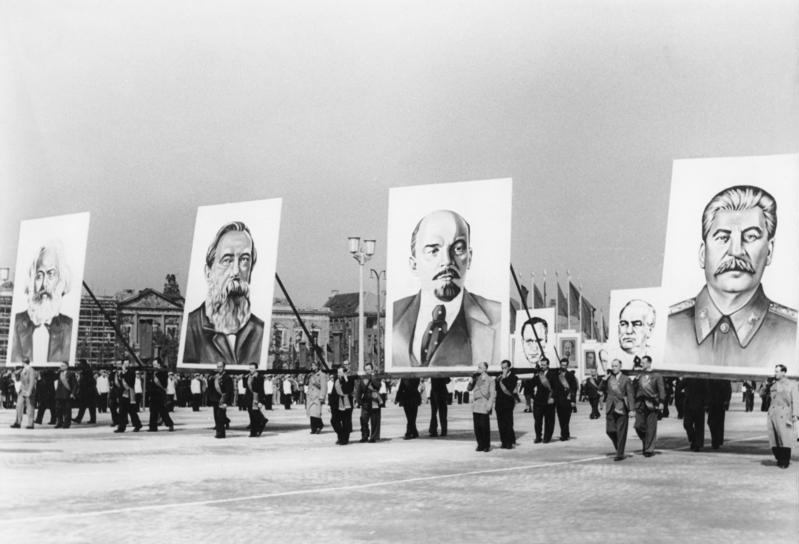
Berlin-Est, premier mai 1953.

L'URSS, surtout sous Staline (1924-1953), régime totalitaire, a utilisé tous les moyens de propagande disponibles à l'époque :
- Les affiches et le photomontage vantant l'industrialisation, la planification et la collectivisation des terres. Publicités et affiches de recrutement dans l'Armée rouge.
- Statistiques de productions de céréales truquées durant la famine des années 1930.
- Manifestations « spontanées » et grandes parades comme celles de 1935 à Moscou, la parade des « pionniers » en 1930, les défilés sur la Place Rouge à Moscou le 1er mai et le 7 novembre…
- Les retouches des photographies (éliminations de Léon Trotski, Khalatov, Kamenev…), ainsi que des falsifications de faits dans les encyclopédies, les publications ou les manuels scolaires. L'histoire était fréquemment réécrite, les événements du passé modifiés de telle sorte que les actions des autorités soviétiques soient toujours dépeintes positivement.
- Endoctrinement de la jeunesse dans les écoles et les organisations (les Octobriens (jeunes de 8 à 10 ans), les Pionniers (de 10 à 14-15 ans) et les Komsomols (de 14 à 25 ans)).
- Utilisation de la presse, de la radio et de la télévision.
- Les éloges panégyriques de Rashimov dans la presse (Gazette rouge de Léningrad, Pravda…)
- Le cinéma, en influençant les films du cinéaste Sergueï Eisenstein : Octobre, qui relate les événements d'octobre 1917, dont le scénario fut modifié sur ordre de Staline, ou encore La Chute de Berlin de Mikhaïl Tchiaoureli dans lequel Staline est présenté comme le vainqueur génial de la Seconde Guerre mondiale.
- La peinture officielle du réalisme soviétique avec Arkadi Plastov, Yakov Romas (ru), Moïssei Toïdze (ru), Alexandre Guerassimov ou Boris Vladimirski (en).
- La vénération du stakhanovisme.
- Gravures d'affiches de l'entre-deux-guerres des années 1930 avec des artistes tels que Victor Deni, Alexandre Deïneka, Gustavs Klucis, N. Vatolina ou après-guerre avec Koukryniksy.
- Culte de la personnalité très présent sous Staline notamment.

### Propagande nazie

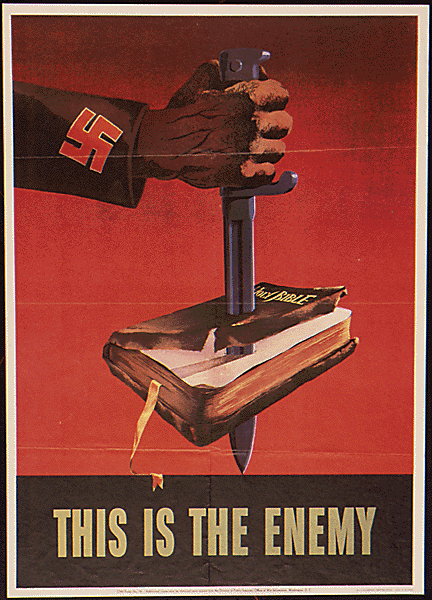
Propagande américaine soulignant l'hostilité des nazis envers la Bible.

La propagande nazie faisait partie des attributions du Ministère du Reich à l'Éducation du peuple et à la Propagande, dirigé par Joseph Goebbels. Le parti nazi avait lui aussi son officine de promotion : la Reichspropagandaleitung der NSDAP. C'est en partie grâce à l'utilisation d'une propagande massive que les nazis ont pu faire adhérer une grande partie de la population allemande à leur programme.

### Guerre froide

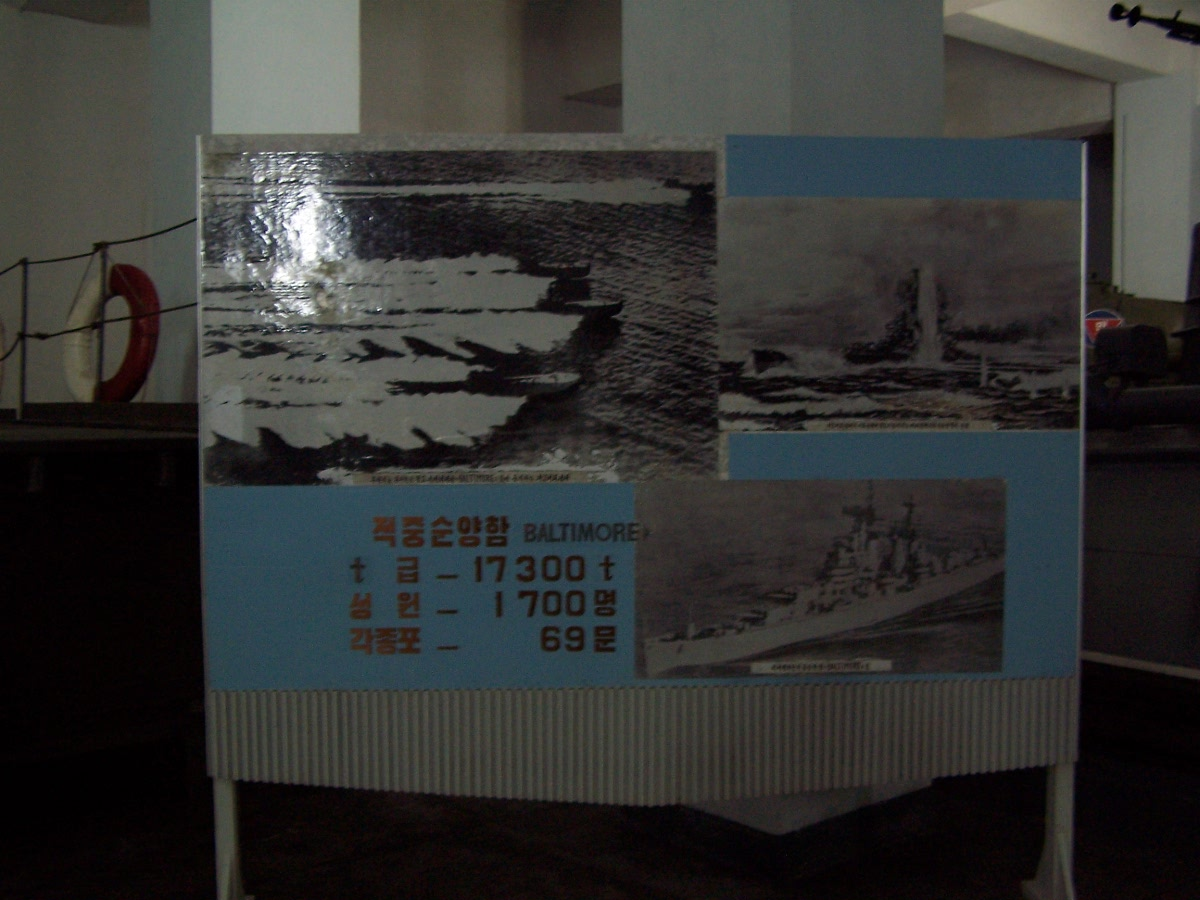
Affiche de propagande de Corée du Nord sur la destruction annoncée du croiseur par quatre torpilleurs durant la guerre de Corée alors que ce navire n'a pas participé à ce conflit et a été en service jusqu'en 1956 et démoli à Portland en 1972. Ce type de mensonge concernant les pertes infligées à l'ennemi est relativement courant en temps de guerre.

Les États-Unis et l'Union soviétique ont tous deux utilisé intensivement la propagande pendant la guerre froide. Les deux camps ont employé les médias de masse (cinéma, télévision et radio) pour influencer leurs propres citoyens et les nations du Tiers-Monde.
Le gouvernement américain a ainsi lancé la station de radio Voice of America (voix de l'Amérique). Celle-ci pratique ce que les Américains appellent de la « diplomatie publique », une communication destinée aux populations et destinée à donner une image favorable des États-Unis et de leur système. Des radios soutenues en partie par la CIA ont diffusé de la propagande « grise » dans les nouvelles et les programmes de divertissement en Europe de l'Est et en Union soviétique. La radio officielle du gouvernement de l'Union soviétique, quant à elle, a diffusé de la propagande « blanche ». Les deux camps ont également diffusé de la propagande « noire » aux heures de crise.
Par exemple, la presse occidentale dénonçait souvent le fait que les habitants de grandes villes soviétiques dussent partager un appartement à deux familles, une pratique inconnue à l'Ouest, illustrant ainsi l'insuffisance de logement en URSS. Parallèlement, la presse soviétique dénonçait les SDF dans les rues et les métros des grandes villes occidentales, un phénomène inconnu à l'Est, illustrant ainsi les carences sociales de l'Ouest.
De même, la presse occidentale dénonçait l'invasion soviétique en Afghanistan, tandis que la presse soviétique félicitait les braves soldats venant en aide aux Afghans. Inversement, la presse occidentale soutenait par exemple les raids aériens sur Tripoli et Benghazi en 1986, alors que la presse soviétique les dénonçait en tant qu'attaques meurtrières sur des civils innocents.
Un des écrivains qui a le mieux décrit les mécanismes de propagande est George Orwell, notamment dans son roman 1984 ou il la dénonce clairement. Les personnages évoluent dans un régime totalitaire où le langage est constamment corrompu par des manipulations politiques, et l'Histoire constamment réécrite pour adapter le passé aux objectifs politiques du moment. De même, sa fable la Ferme des animaux dresse une satire de la révolution russe, du régime soviétique, du stalinisme et des propagandes associées. La CIA aurait participé au financement - dans les années 1950 - d'un des deux films d'animation adaptant la Ferme des animaux.

### Propagande en rapport avec les États-Unis

#### Affaire des couveuses au Koweït
En 1990, une jeune femme, témoigne, les larmes aux yeux, devant le Congrès américain, qu'elle a assisté à des atrocités au Koweït, et notamment qu'elle a vu les soldats irakiens tirer sur des bébés et leur enlever les couveuses. L'identité de la femme est gardée secrète au motif de sa protection. On donne un nombre de centaines de bébés. En fait, l'histoire est inventée. Mais elle est répétée par George H. W. Bush et sert à justifier l'entrée en guerre contre l'Irak. La jeune femme est la fille de l'ambassadeur du Koweït à Washington. La campagne de relation publique dans son ensemble est organisée par la compagnie Hill & Knowlton qui est payée 10 millions de dollars par l'organisation Citizens for a Free Kuwait.

#### Guerre en Afghanistan

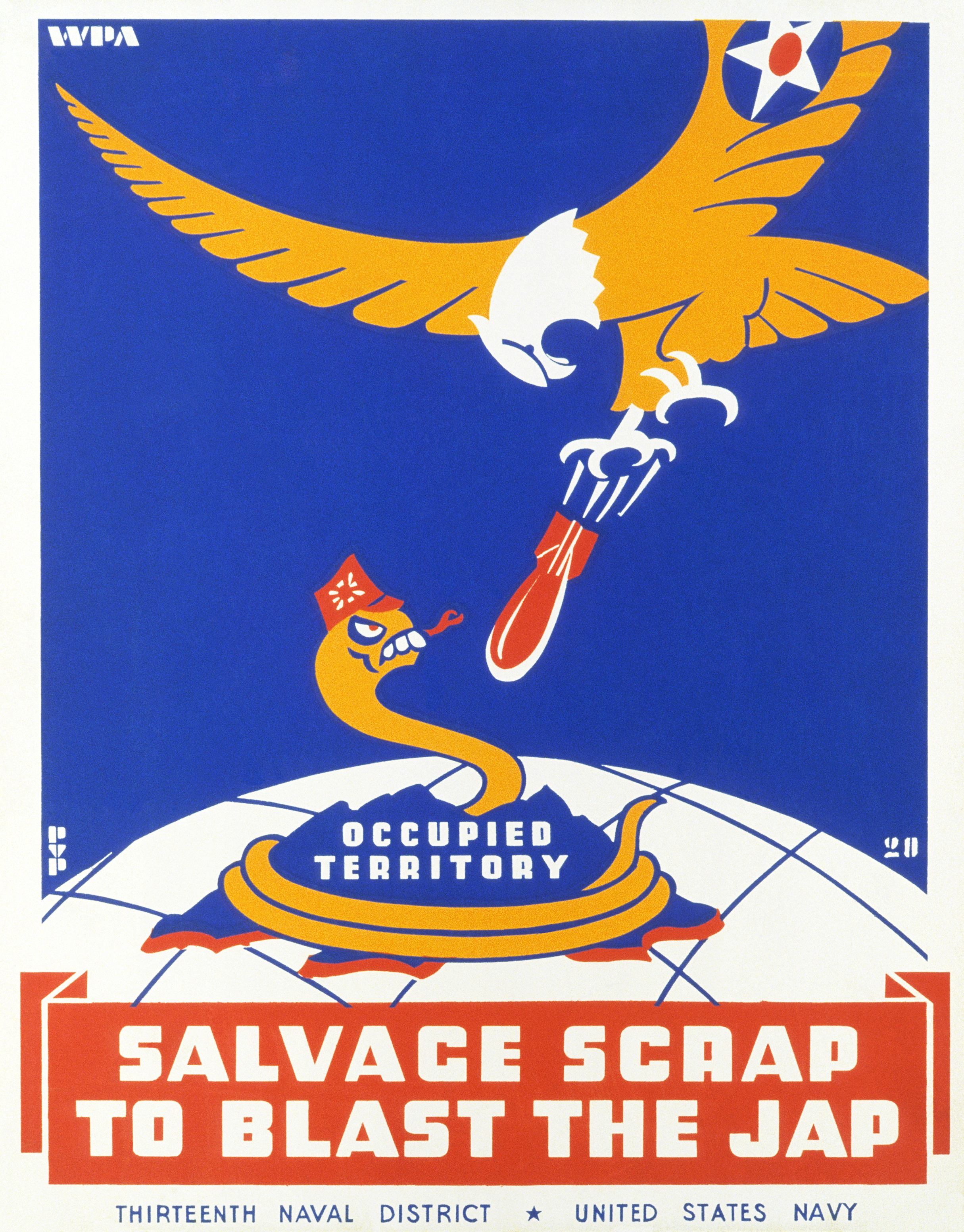
Affiche américaine mettant à profit le sentiment antijaponais dans le cadre des campagnes du Pacifique.

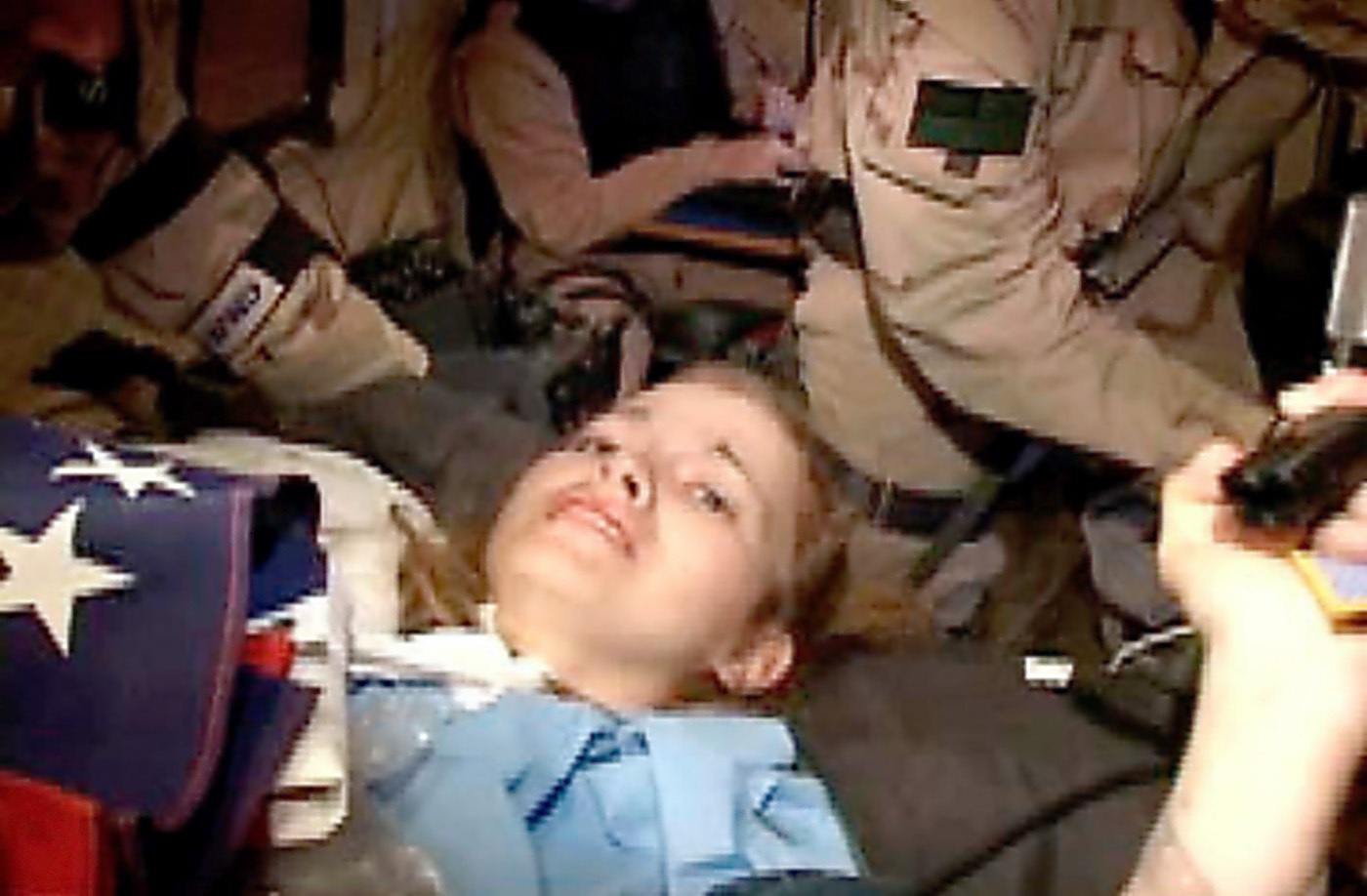
Le sauvetage de Jessica Lynch mené par les Special Forces en pleine opération « liberté irakienne », peut être vu comme une opération de communication visant à atteindre l'opinion publique via la télévision en développant la thématique média de la « demoiselle en détresse ». La photo émane des services de presse de l'USCENTCOM.

Dans l'invasion de l'Afghanistan par les États-Unis en 2001, la tactique psychologique d'opérations a été utilisée pour démoraliser les Talibans et pour gagner les sympathies de la population afghane. Au moins 6 avions commando EC-130E ont été utilisés pour bloquer les transmissions par radio locales et pour transmettre des messages de propagande de remplacement. Des feuillets ont été également lâchés dans l'ensemble de l'Afghanistan, offrant des récompenses pour la capture d'Oussama Ben Laden et d'autres individus, dépeignant les Américains comme amis de l'Afghanistan et soulignant divers aspects négatifs du Taliban. Un autre montre une image de Mohammed Omar à travers un viseur de fusil avec les mots « Nous vous regardons ».

#### Guerre en Irak
Durant l'invasion de l'Irak en 2003, le ministre de l'information irakien Mohammed Said al-Sahhaf a à plusieurs reprises clamé que les forces irakiennes gagneraient décisivement chaque bataille. Même lors du renversement du gouvernement irakien à Bagdad, il a maintenu que les États-Unis seraient bientôt défaits, en contradiction avec les médias internationaux. Cela discrédita sa position.
En novembre 2005, divers médias, y compris le Chicago Tribune et le Los Angeles Times rapportèrent que les Forces armées des États-Unis avaient manipulé des nouvelles rapportées dans des médias irakiens dans un effort de jeter une lumière favorable sur ses actions tout en démoralisant l'insurrection. Le Lieutenant Col. Barry Johnson, un porte-parole militaire en Irak, déclara que le programme était « une partie importante dans la mission de rapporter de fausses nouvelles aux insurgés », alors qu'un porte-parole du secrétaire à la défense Donald H. Rumsfeld disait que les allégations de la manipulation étaient préoccupantes si elles se révélaient vraies. Le département de la défense a depuis confirmé l'existence du programme. Plus récemment, le New York Times a publié un article concernant la façon dont le Pentagone a commencé à employer des entrepreneurs avec peu d'expérience dans le journalisme ou les relations publiques pour écrire des articles dans la presse irakienne. Ces articles sont habituellement écrits par des soldats des États-Unis sans attribution ou sont attribués à une organisation inexistante appelée « le centre international de l'information ». L’implantation d’histoires de propagande dans les journaux avait déjà été faite par les alliés et les puissances centrales durant la Première Guerre mondiale et par l'Axe et les alliés durant la seconde.
Le journaliste David Barstow a obtenu le prix Pulitzer de journalisme d'enquête 2009 pour deux articles parus dans le New York Times, décrivant les liens entre les militaires invités sur les plateaux des chaînes de télévision et le Pentagone. Ces experts militaires étaient présentés comme de simples analystes mais servaient en fait d'agents de propagande pour justifier la guerre en Irak. Les mêmes articles dénoncent par ailleurs que tous ces analystes avaient des conflits d'intérêts puisqu'ils bénéficiaient d'avantages de la part de compagnies et entreprises qui tiraient bénéfice de la politique qu'ils défendaient à l'écran.

### Propagande russe
La chaîne Dojd, créée en 2010, considérée à partir de 2021 par le pouvoir russe comme « agent de l'étranger », exilée à Riga (Lettonie) après le déclenchement de la guerre contre l'Ukraine, diffuse sur Youtube, en association avec la chaîne Arte, son émission de décryptage de la propagande russe, intitulée Fake News,. Elle est animée par la journaliste Maria Borzunova, avec comme sujets, par exemple, la propagande anti-LGBTIQ+, les prétendus journalistes experts occidentaux, l'instrumentalisation de la religion pour justifier l'invasion de l'Ukraine, l'Occident décadent.

## Techniques de propagande

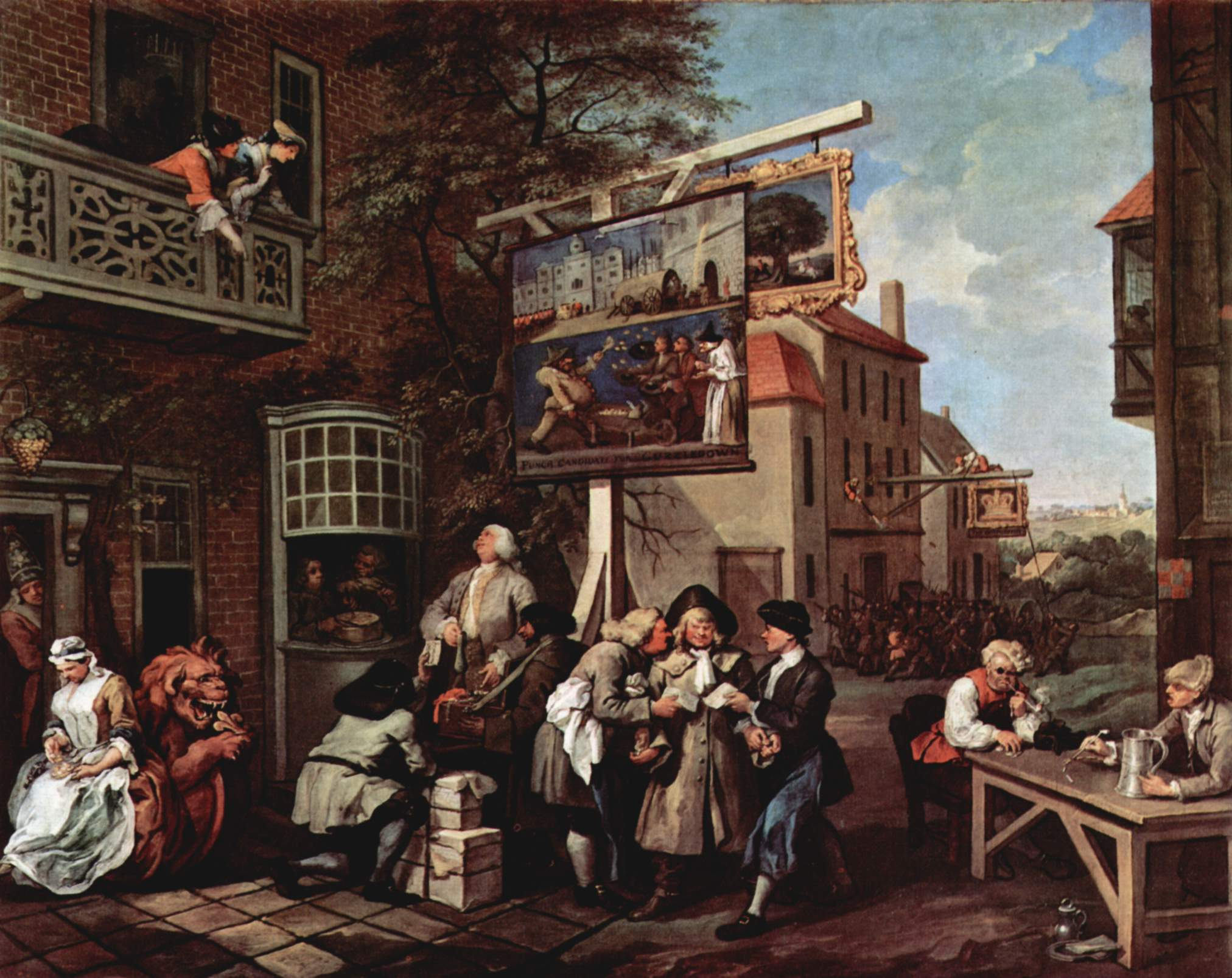
Satire électorale : la propagande politique - peinture de style rococo, de William Hogarth. Angleterre, années 1750.

Les techniques de propagande ont cours dans les démocraties depuis la Première Guerre mondiale mais aujourd'hui la propagande s'exerce sous le nom de « communication politique » ou relations publiques[citation nécessaire],. Dans une dictature, la conservation du pouvoir est assurée par des moyens coercitifs alors que dans une démocratie, les moyens de conquête ou de conservation du pouvoir sont fondés sur la persuasion. Le pouvoir médiatique prime alors sur le pouvoir militaire. D'après un paradoxe formulé par Hume, dans une démocratie, l'armée est beaucoup moins puissante que dans une dictature[réf. souhaitée]. Pour maintenir leur pouvoir, les dirigeants élus ont donc encore plus besoin d'une propagande efficace qu'un pouvoir dictatorial. En effet, une répression policière excessive pourrait conduire à une défaite électorale.
Edward S. Herman et Noam Chomsky ont proposé un « modèle de propagande », qu'ils ont testé empiriquement aux États-Unis. Leur méthode consiste, sur un grand nombre d'articles de presse d'origine diverses mais portant sur des sujets comparables, à quantifier l'influence de quatre facteurs pouvant modifier l'information : le groupe de presse, les annonceurs publicitaires, les fournisseurs d'information (agences gouvernementales) et l'idéologie dominante.
Les principaux aspects de la propagande dans une démocratie sont, d'après leur recensement, les suivants[réf. nécessaire] :
- influence médiatique : radio, télévision, presse, publicité, internet ;
- confusion volontaire : justification de la vente d'un produit par des principes éthiques, ou inversement, promotion d'une opération humanitaire en usant des techniques de communication des entreprises privées ;
- valorisation sémantique : « solidarité » par exemple ;
- manipulation de l'opinion publique à l'aide de statistiques ou de sondages biaisés ;
- falsification de l'image : retouches vidéo, fausses images ;
- autocensure des rédactions ;
- informations partiales ;
- campagnes de diabolisation.

Dans les pays démocratiques, la propagande reste donc diffuse et variée. C'est le constat qu'a également fait le psycho-sociologue Jean-Léon Beauvois dans Les illusions libérales paru en 2005. Il constate à la fois que le mot « propagande » est devenu durant la seconde moitié du XXe siècle un mot à connotation fortement négative,. Le pouvoir, ou les différents pouvoirs, cherchent selon lui une forme de propagande qui soit démocratiquement acceptable et qui ait bien pour effet, comme les propagandes traditionnelles noires, blanches ou grises des militaires, de propager au sein d'une population des idées, valeurs et croyances. Le concept de « propagande glauque » qu'il propose rend compte de cette double exigence : il s’agit d’une activité de propagation se réalisant au moyen d’influences inconscientes comme celles que décrivent les sciences psychologiques (psychologie cognitive notamment). Cette propagande réalise en faveur de certaines opinions et valeurs des effets connus et étudiés dans les situations expérimentales : effet d’amorçage (priming), de simple exposition, de conditionnement évaluatif, de modelage (modeling). Par exemple, le fait de présenter régulièrement des services publics qui marchent bien comme des « entreprises » et leurs directeurs comme de « vrais » chefs d’entreprise, apprendrait à la population, par modelage, à ne plus les envisager avec les attributs des services publics[réf. nécessaire]. Une particularité de cette forme de propagande est qu’elle peut se réaliser de façon non délibérée. Toujours selon Beauvois, elle est particulièrement active dans les démocraties libérales où les médias sont la propriété de quelques grands groupes industriels et financiers comme le décrivent entre autres Chomsky et Herman. Il insiste sur le fait que ce type de propagande est la caractéristique d’un système médiatique non pluraliste dans lequel des journalistes peuvent continuer cependant à affirmer et afficher leur déontologie.

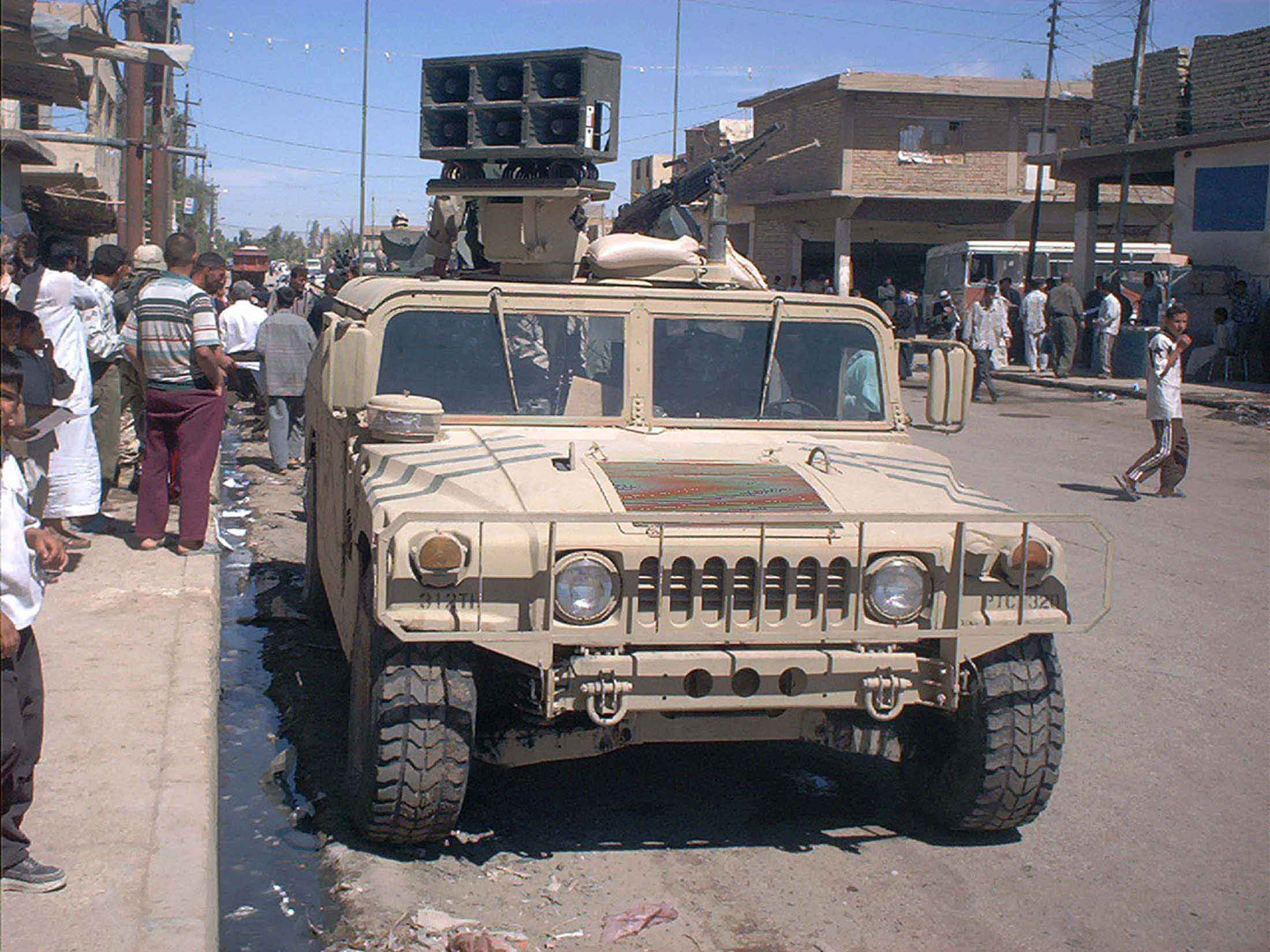
Des soldats américains diffusent un message par haut-parleur et distribuent des prospectus dans le cadre d'une opération psychologique à Al Kut en Irak, le 2 mai 2003.

Les propagandistes emploient des arguments qui, bien que parfois convaincants, ne sont pas nécessairement justes. Un certain nombre de méthodes, inspirées notamment de la psychologie sociale, sont employées pour créer des messages persuasifs mais faux. Plusieurs de ces techniques de manipulation rhétorique relèvent du sophisme et jouent sur les biais cognitifs. D'autres techniques ressortent davantage de la manipulation émotionnelle.
Il a fallu beaucoup de temps pour analyser les canaux par lesquels les messages de propagande font leur effet. Si ce travail est important, il est clair que les stratégies de diffusion de l'information ne deviennent des stratégies de propagande qu'à partir du moment où elles diffusent effectivement des messages de propagande. L'identification de ces messages de propagande est donc un prérequis nécessaire. Nous proposons ci-dessous quelques techniques classiques, dont la plupart reposent sur une bonne utilisation de l'émotivité de l'auditoire.
- La fabrication de faux documents : retouche photo tendancieuse, montage cinématographique tendancieux, etc.
- La peur : un public qui a peur est en situation de réceptivité passive, et admet plus facilement l'idée qu'on veut lui inculquer. Par exemple, Joseph Goebbels a exploité l'ouvrage de Theodore Kaufman, homme d'affaires et écrivain de confession juive, « l'Allemagne doit périr ! » (« peu importe que cet Allemand soit catholique, protestant, nazi, antinazi, communiste, socialiste, démocrate, etc., qu'il soit de Bohème, d'Autriche, de Prusse, d'Alsace-Lorraine, tous doivent y passer », citation issue de L'Allemagne doit périr, livre publié en 1941 à New York), pour affirmer que les Alliés ont pour but l'extermination du peuple allemand.
- Appel à l'autorité : l'appel à l'autorité consiste à citer des personnages importants pour soutenir une idée, un argument, ou une ligne de conduite.
- Témoignage : les témoignages sont des mentions, dans ou hors du contexte, particulièrement cités pour soutenir ou rejeter une politique, une action, un programme ou une personnalité donnés. La réputation (ou le rôle : expert, figure publique respectée, etc.) de l'individu est aussi exploitée. Les témoignages marquent du sceau de la respectabilité le message de propagande.
- Effet moutonnier : cet appel tente de persuader l'auditoire d'adopter une idée en insinuant qu'un mouvement de masse irrésistible est déjà engagé ailleurs pour cette idée. Comme tout le monde préfère être dans le camp des vainqueurs que dans la minorité qui sera écrasée, cette technique permet de préparer l'auditoire à suivre le propagandiste.
- Redéfinition : consiste à redéfinir des mots ou à falsifier l'histoire de façon partisane.
- Obtenir la désapprobation : cette technique consiste à suggérer qu'une idée ou une action est adoptée par un groupe adverse, pour que l'auditoire désapprouve cette idée ou cette action sans vraiment l'étudier. Ainsi, si un groupe qui soutient une politique est mené à croire que les personnes indésirables, subversives ou méprisables la soutiennent également, les membres du groupe sont plus enclins à changer d'avis.
- Généralités éblouissantes et mots vertueux : les généralités peuvent provoquer une émotion intense dans l'auditoire. Par exemple, faire appel à l'amour de la patrie, au désir de paix, à la liberté, à la gloire, à la justice, à l'honneur, à la pureté la famille, etc., pourrait permettre de nuire à l'esprit critique de l'auditoire. Même si ces mots et ces expressions sont des concepts dont les définitions varient selon les individus, leur connotation tend à être favorable. De sorte que, par association, les concepts et les programmes du propagandiste pourraient être perçus comme tout aussi grandioses, bons, souhaitables et vertueux.
- Imprécision intentionnelle : il s'agit de rapporter des faits en les déformant ou de citer des statistiques sans en indiquer les sources. L'intention est de donner au discours un contenu d'apparence scientifique, sans permettre d'analyser sa validité ou son applicabilité. Ces imprécisions peuvent se glisser dans le système juridique sous forme d'un droit mou, poussant à la communication en vue d'obtenir des informations, tout en influençant l'opinion publique.
- Transfert : cette technique sert à projeter les qualités positives ou négatives d'une personne, d'une entité, d'un objet ou d'une valeur (un individu, un groupe, une organisation, une nation, un patriotisme, etc.) sur un tiers, afin de rendre cette seconde entité plus (ou moins) acceptable. Cette technique est utilisée, par exemple, pour transférer le blâme d'un camp à l'autre, lors d'un conflit. Elle évoque une réponse émotive qui stimule la cible pour qu'elle s'identifie avec l'autorité reconnue.
- Simplification exagérée : ce sont des généralités employées pour fournir des réponses simples à des problèmes sociaux, politiques, économiques, ou militaires complexes.
- Quidam : pour gagner la confiance de son auditoire, le propagandiste emploie le niveau de langage et les manières (vêtements, gestes) d'une personne ordinaire. Par projection, l'auditoire est aussitôt plus enclin à accepter les positions du propagandiste, puisque celui-ci lui ressemble.
- Stéréotyper ou étiqueter : cette technique utilise les préjugés et les stéréotypes de l'auditoire pour le pousser à rejeter l'objet de la campagne de propagande.
- Bouc émissaire : en jetant l'anathème sur un individu ou un groupe d'individus, accusés à tort d'être responsables d'un problème réel (ou supposé), le propagandiste peut éviter de parler des vrais responsables, et n'a pas à approfondir le problème lui-même.
- Slogans : un slogan est une brève expression, facile à mémoriser et donc à reconnaître, qui permet de laisser une trace dans tous les esprits.
- Glissement sémantique : technique consistant à remplacer une expression par une autre afin de la décharger de tout contenu émotionnel et de la vider de son sens (euphémisme). Le glissement sémantique peut à l'inverse renforcer la force expressive pour mieux émouvoir l'auditoire. Exemples : « communauté internationale » à la place de « occidentaux », « frappe aérienne » à la place de « bombardement », « dommages collatéraux » à la place de « victimes civiles », « libéralisme » à la place de « capital illimité », « solidarité » à la place d'« impôt », « pédagogie préventive » à la place de « répression policière », « vidéo protection » à la place de « vidéo surveillance »[79],[80], « intervention humanitaire préventive » à la place d'« intervention militaire ».

Ces méthodes ont été analysées pendant l'entre-deux-guerres par un groupe de scientifiques américains regroupés autour de l'Institut pour l'analyse de la propagande (Institute for Propaganda Analysis) afin d'apprendre au public à déceler les techniques de la propagande en temps de guerre ou en temps de paix et à s'en préserver. Un des membres de l’IPA, Clyde Miller, synthétise en parlant de quatre leviers :
1. Levier d’adhésion (virtue device) : faire accepter une personne, une idée ou un parti comme « bon » en l’associant à des mots ou symboles « bons »
2. Levier de rejet (poison device) : l’opération inverse avec des symboles du mal ou de valeurs détestées
3. Levier d’autorité (testimonial device) : récupérer le prestige d’un homme ou d’une institution ou exagérer la valeur exemplaire d’un cas pour faire approuver ou rejeter
4. Levier de conformité (together device) : faire appel au poids de la masse des partisans ou à l’appartenance à une entité supérieure, Nation, Église pour obtenir l’adhésion

Ce schéma théorique n’est pas d’un raffinement extrême mais il décrit assez bien une pratique courante.
Là aussi on comparera avec une grille des années 1950 exposée par Jean-Marie Domenach. Pour lui, la propagande suppose :
1. la simplification et le choix d’un ennemi unique
2. le grossissement et la défiguration des faits (ce qui ne signifie pas le mensonge systématique : moins la propagande risque d’être démentie et le trucage démontré, plus elle est efficace)
3. l’orchestration dans la répétition des thèmes principaux
4. la « transfusion », qui est l’emploi des mythes préexistants et affects collectifs mobilisés au service de la cause
5. Le principe d’unanimité et de contagion : la pression conformiste du groupe sur l’individu

#### Ouvrages
(classés par ordre alphabétique des auteurs)
- Fabrice d'Almeida, Images et propagande, Paris, et Giunti, Florence, Casterman, coll. « XXe siècle » (no 18), 1995.
- Fabrice d'Almeida, Une histoire mondiale de la propagande : de 1900 à nos jours, Paris, Éditions de la Martinière, 2013.
- Étienne Augé, Petit traité de propagande à l'attention de ceux qui la subissent, Ed. De Boeck Université, 3e édition, 2015.
- Edward Bernays, Propaganda: Comment manipuler l’opinion en démocratie. Coll. « Zones ». La découverte (eds). 2007.(1928) (Traduction française en ligne).
- Loïc Borgies, Le conflit propagandiste entre Octavien et Marc Antoine. De l'usage politique de la uituperatio entre 44 et 30 a. C. n., Bruxelles, 2016 (collection Latomus, 357).
- Monica Charlot, La Persuasion politique, Armand Colin, 1970.
- Noam Chomsky, De la Propagande et Dominer le monde ou sauver la planète, 10/18. Du même auteur l'article « Propagande & contrôle de l’esprit public » dans Agone, no 34, 2005, p. p. 27-41. [lire en ligne]
- Jean-Marie Domenach, La Propagande politique, PUF, 1969.
- Alexandre Dorna, La propagande : image, paroles et manipulations (avec Jean Quellien et Stéphane Simonnet), L'Harmattan, Paris, 2008.
- Alexandre Dorna, Les propagandes (avec Jean Quellien), L'Harmattan, Paris, 2006.
- Anne Morelli, Principes élémentaires de propagande de guerre, (2001)
- Jacques Driencourt, La Propagande, nouvelle force politique, Armand Colin, 1950.
- Jacques Ellul, Propagandes, 1962, Armand Colin ; réédition : Economica, 2008  (ISBN 978-2-7178-1563-4)
- Jacques Ellul, Histoire de la propagande, Presses universitaires de France, coll. « Que sais-je ? », 1976.
- François-Bernard Huyghe, Maîtres du faire croire. De la propagande à l'influence, Vuibert, 2008  (ISBN 978-2-7117-1194-9).
- Dimitri Kitsikis, Propagande et pressions en politique internationale, Paris, Presses Universitaires de France, 1963, 537 p.
- Jean Mondange, Une industrie nouvelle : la fabrication de l'opinion publique, Hirondelle, 1950.
- Anne Morelli, Principes élémentaires de propagande de guerre, Labor, 2001,  (ISBN 2-8040-1565-3)
- Willi Munzenberg, La propagande hitlérienne, instrument de guerre, Sébastien Brandt, Paris 1938
- Pol Quentin, La propagande politique, Plon, 1943.
- Ignacio Ramonet, Propagandes silencieuses, Galilée, Paris, 2000.
- Armand Robin, La fausse parole, Le Temps qu'il fait, 2002,  (ISBN 2-86853-359-0)
- Armand Robin, Expertise de la Fausse Parole (30 chroniques dans Combat 1947-48), Ubacs, 1990.
- Michel-Louis Rouquette, Propagande et citoyenneté, PUF, coll. « psychologie sociale », 2004.
- André Schiffrin, Le Contrôle de la parole, trad. Éric Hazan, La Fabrique, 2005.
- Serge Tchakhotine, Le Viol des foules par la propagande politique, Gallimard, 1952.

#### Articles
- « Propagande et communication politique dans les démocraties européennes (1945-2003) », dossier de Vingtième Siècle. Revue d'histoire, no 80, 2003/4. [lire en ligne]
- « Violence ou persuasion », dossier de la revue Topique, no 111, septembre 2010. [lire en ligne]
- Julien Giry, « Les fake news comme concept de sciences sociales. Essai de cadrage à partir de notions connexes : rumeurs, théories du complot, propagande et désinformation », Questions de communication, no 38 « La communication politique négative en campagne présidentielle »,‎ 2020, p. 371-394 (ISBN 978-2-8143-0602-8, lire en ligne).

### Ressource radiophonique
- Jean-Noël Jeanneney, « Propagande : le viol des foules » [audio], émission Concordance des Temps (58 min), France Culture, 30 avril 2022.

#### Bases de données et notices
- Ressource relative à la santé :   - Medical Subject Headings
- Ressource relative aux beaux-arts :   - Grove Art Online
- Ressource relative à l'audiovisuel :   - France 24
- Notices dans des dictionnaires ou encyclopédies généralistes :   - Britannica
  - Den Store Danske Encyklopædi
  - Dizionario di Storia
  - L'Encyclopédie canadienne
  - Gran Enciclopèdia Catalana
  - Internetowa encyklopedia PWN
  - Nationalencyklopedin
  - Store norske leksikon
  - Universalis
- Notices d'autorité :   - BnF (données)
  - LCCN
  - GND
  - Japon
  - Israël
  - Tchéquie
  - Lettonie